# 盧遂 (永樂進士)
盧遂，福建漳州府長泰縣人，明朝政治人物、進士出身。

## 生平
永樂元年，福建鄉試中舉。永樂二年，登進士，改庶吉士，官至廣西理定縣知縣。